# A Reality Tour
A Reality Tour é uma turnê feita por David Bowie, que teve como suporte deu origem ao álbum Reality, lançado em 2003. A turnê começou em 7 de Outubro de 2003 e passou por Copenhague, Dinamarca, continuando com a Europa , América do Norte , Ásia , incluindo o retorno à Nova Zelândia e Austrália pela primeira vez desde 1987 o Glass Spider Tour.Deu origem ao álbum ao vivo de mesmo nome lançado em 25 de janeiro de 2010. O álbum traz as apresentações de 22 e 23 de novembro de 2003, em Dublin, durante sua turnê A Reality Tour. Esta é uma versão em áudio do vídeo show de mesmo nome, exceto que ele adiciona três faixas bônus. O download digital no iTunes acrescenta mais duas faixas bônus.

## Faixas
Todas as canções escritas por David Bowie, exceto onde anotado.

### Disco um
1. "Rebel Rebel" - 3:30
2. "New Killer Star" - 4:59
3. "Reality" - 5:08
4. "Fame" (Bowie, John Lennon, Carlos Alomar) - 4:12
5. "Cactus" (Black Francis) - 3:01
6. "Sister Midnight" (Bowie, Alomar, Iggy Pop) - 4:37
7. "Afraid" - 3:28
8. "All the Young Dudes" - 3:48
9. "Be My Wife" - 3:15
10. "The Loneliest Guy" - 3:58
11. "The Man Who Sold the World" - 4:18
12. "Fantastic Voyage" (Bowie, Brian Eno) - 3:13
13. "Hallo Spaceboy" (Bowie, Eno) - 5:28
14. "Sunday" - 7:56
15. "Under Pressure" (Bowie, Freddie Mercury, John Deacon, Brian May, Roger Taylor) - 4:18
16. "Life on Mars?" - 4:40
17. "Battle for Britain (The Letter)" (Bowie, Reeves Gabrels, Mark Plati) - 4:55

### Disco dois
1. "Ashes to Ashes" - 5:46
2. "The Motel" - 5:44
3. "Loving the Alien" - 5:17
4. "Never Get Old" - 4:18
5. "Changes" - 3:51
6. "I'm Afraid of Americans" (Bowie, Eno) - 5:17
7. "Heroes" (Bowie, Eno) - 6:58
8. "Bring Me the Disco King" - 7:56
9. "Slip Away" - 5:56
10. "Heathen (The Rays)" - 6:24
11. "Five Years" - 4:19
12. "Hang on to Yourself" - 2:50
13. "Ziggy Stardust" - 3:44
14. "Fall Dog Bombs the Moon" - 4:11
15. "Breaking Glass" (Bowie, Dennis Davis, George Murray) - 2:27
16. "China Girl" (Bowie, Pop) - 4:18

As faixas 14–16 não estão incluídas no vídeo concerto.

### Faixas bônus nodownloaddigital (iTunes)
1. "5:15 The Angels Have Gone" - 5:22
2. "Days" - 3:25

## Equipe
- David Bowie - vocais, guitarras, stylophone, harmônica
- Earl Slick - guitarra
- Gerry Leonard - guitarra
- Gail Ann Dorsey - baixo elétrico, vocal de apoio
- Sterling Campbell - bateria
- Mike Garson - teclados, piano
- Catherine Russell - teclados, percussão, guitarra acústica, vocal de apoio